# Cathach de saint Colomba
Le Cathach de saint Columba est un psautier irlandais du début du VIIe siècle typique de l'art hiberno-saxon. Il est actuellement conservé à l'académie royale d'Irlande à Dublin (Ms.12R33). 

## Historique
Selon la tradition, saint Colomba l'aurait copié en 561, à partir d'un livre emprunté à saint Finian, au cours d'une seule nuit grâce à une lumière miraculeuse. S'en serait suivie une dispute au sujet de la propriété du livre entre les deux hommes. Le roi Diarmait mac Cerbaill tranche le conflit en faveur de saint Finian. Colomba se rebelle et provoque une dispute entre clans conduisant à la bataille de Cúl Dreimhne (en). Colomba s'enfuit finalement sur l'île d'Iona et le manuscrit entre en possession de la famille O'Donnell (en). Cette histoire est désormais remise en question et l'ouvrage est plutôt daté, selon son écriture, de la fin du VIe, selon l'hypothèse de T.J. Brown ou alors, selon l'hypothèse de Lowe dans son Codices Latini Antiquiores , de la première moitié du VIIe siècle, même si ce dernier reconnaît qu'une datation plus ancienne est possible,.
Le manuscrit reste en possession de cette famille mais est confié à la garde de la famille Mac Robhartaigh de Ballymagroarty (paroisse de Drumholm (en)) dans le comté de Donegal. Entre 1062 et 1098, un boitier ou cumdach est fabriqué par Sitric de Kells, sur ordre de Cathbarr O’Donnell pour protéger le livre. Il sert régulièrement de talisman sur les champs de bataille pour aider à la victoire, ce qui lui a donné son surnom de « combattant » (Catach en gaélique). Il est emmené en France par Daniel O'Donnell en 1691 puis ramené en Irlande en 1802 par Neal O'Donnell (à Newport (comté de Mayo)). Il est redécouvert par l'historien William Betham (en) en 1813. Richard O'Donnell le dépose à la Royal Irish Academy en 1843. Le cumdach est quant à lui conservé au sein du National Museum of Ireland à Dublin,.

## Description
Le manuscrit est lacunaire, ne contenant que 58 feuillets sur les 105 qu'il devait contenir à l'origine. Il comprend le texte des Psaumes 30:10 à 105:13 en latin dans leur version de la Vulgate, précédés pour chacun d'une rubrique de commentaires.
Il contient par ailleurs parmi les plus anciennes lettrines ornées dans le style celtique caractéristiques de l'enluminure insulaire. Elles sont dessinées à l'encre noire en forme de trompettes, de spirales et de guillochis. Elles sont fréquemment soulignées de points de couleur orangée. Les titres des psaumes sont écrits au minium. Les lettrines sont aussi caractéristiques de l'enluminure insulaire par le fait qu'elles se succèdent en début de texte diminuant de taille peu à peu pour atteindre la taille du texte. 